# Federación Sindicalista Libertaria
Die Federación Sindicalista Libertaria (FSL) war eine syndikalistische Föderation in Spanien, die offiziell zwischen 1934 und 1936 existierte. In ihr sammelten sich die sogenannten Oppositionssyndikate,  welche die Confederación Nacional del Trabajo (CNT) im Zuge von Auseinandersetzungen mit einer der Federación Anarquista Ibérica (FAI) nahe stehenden Strömungen verließen. Der Konflikt basierte auf unterschiedlichen Einschätzungen bezüglich einer angemessenen Strategie des spanischen Anarchosyndikalismus während der Zweiten Spanischen Republik.

## Ausgangslage
Innerhalb der libertären Bewegung Spaniens gab es Anfang der 1930er Jahre verschiedene Einschätzungen der historischen Ausgangslage zu Beginn der Zweiten Republik. Während die reinen Anarchisten die vorhandenen revolutionärer Dynamiken unmittelbar aufgreifen und vorantreiben wollten, um zu verhindern, dass sich das neue System konsolidiert, traten die syndikalistischen Anarchisten dafür ein im feudalistisch geprägten Spanien zunächst im Rahmen der bürgerlichen Demokratie gewerkschaftliche Basisstrukturen zu entwickeln und zu erproben, welche schließlich das Repräsentativsystem durch eine Radikale Demokratie im syndikalistischen Sinne ersetzen sollten.

## Die Oppositionssyndikate
Letztere Position war noch Anfang 1931 innerhalb der CNT vorherrschend. Ihre Verfechter, wie Ángel Pestaña und Juan Peiró, nahmen führende Positionen im nationalen Komitee und in den Presseorganen der Organisation ein. Im Sommer 1931 kam es zu einer ausgedehnten Streikwelle. Vertreter des reinen Anarchismus, wie Buenaventura Durruti und Juan García Oliver, sahen darin den Beginn einer sozialen Revolution. Sie formulierten eine scharfe Kritik an der ihrer Ansicht nach zu passiven, reformistischen und bürokratischen Haltung der führenden Mandatsträger. Diese veröffentlichten im August 1931 das Manifest der Dreißig, in dem sie die Haltung der FAI nahen Fraktion als verantwortungslos und in ihrer Konsequenz als autoritär kritisierten. Diese Strömung wurde ab diesem Zeitpunkt als Treintistas bezeichnet (treinta; span.: dreißig). Die Streikwelle setzte sich bis in den Herbst 1931 fort. Nach und nach übernahmen die sogenannten FAIstas die führenden Positionen innerhalb der CNT. Im Januar 1932 und im Januar und Dezember 1933 kam es zu anarchistischen Aufstandsversuchen in verschiedenen Regionen Spaniens, mit einem Schwerpunkt in Katalonien. Das Militär schlug diese Aufstände nieder. Anschließend wurden viele Aufständische verhaftet und nach Spanisch-Sahara oder Fuerteventura deportiert, darunter auch Durruti. Innerhalb der CNT wurde dazu aufgerufen eine Sonderabgabe zur Unterstützung der Verhafteten zu entrichten. Einige Syndikate, welche die Strategie der spontanen Aufstände nicht mittragen wollten, verweigerten die Zahlung der Sonderabgabe. Sie wurden daraufhin aus der CNT ausgeschlossen. Andere Syndikate solidarisierten sich mit ihnen und traten aus der CNT aus.

## Gründung und Auflösung der FSL
Nachdem bereits 1933 eine katalanische Regionalföderation entstanden war, organisierten die Oppositionssyndikate im Juli 1934 einen Kongress in Barcelona, auf dem sich die FSL offiziell konstituierte. Ihre organisatorischen Schwerpunkte lagen in Katalonien und der Valencianische Gemeinschaft. Auf dem Kongress wurde eine Strategie festgelegt, der zufolge die Gewerkschaften die Keimzellen der sozialistischen Gesellschaft seien, sowie eine Taktik, die Einheitsfront (span: Alianza Obrera) gegen den Faschismus. In diesem Rahmen beteiligte sich die FSL an der landesweiten sozialistischen Aufstandsbewegung im Herbst 1934. Durch die Repressionswelle im Anschluss an die Kommune von Asturien wurde sie stark geschwächt. Innerhalb der Organisation wurden Stimmen laut, die eine Wiedervereinigung mit der CNT befürworteten (u. a. Peiró). Die Mehrzahl der Oppositionssyndikate schloss sich schließlich der CNT auf deren Kongress von Saragossa im Mai 1936 erneut an. Im Zuge dessen kam es zu einer inhaltlichen Annäherung: die CNT beschloss zukünftig nicht mehr primär auf spontane Aufstände zu setzen und eine Annäherung an die anderen Organisationen der Arbeiterbewegung, insbesondere die Unión General de Trabajadores (UGT), wurde befürwortet.